# Forgiven (Within Temptation)
Forgiven è il quarto singolo degli olandesi Within Temptation estratto dall'album The Heart of Everything (2007). Pubblicato nel 2008, funge come promo a favore del terzo live album della band, Black Symphony.

## Tracce
1. Forgiven (Single version) – 4:02
2. Forgiven (Album version) – 4:54
3. The Howling (Live at Beursgebouw Eindhoven 23-11-2007)
4. Hand of Sorrow (Live at Beursgebouw Eindhoven 23-11-2007)
5. The Heart of Everything (Live at Beursgebouw Eindhoven 23-11-2007)

## Posizioni in classifica
| Chart                | Peak |
| -------------------- | ---- |
| Dutch Singles Chart  | 6    |
| German Singles Chart | 16   |